# Annelies Kupper
Annelies Kupper (* 21. Juli 1906 in Glatz, Landkreis Glatz; † 8. Dezember 1987 in Haar bei München, Oberbayern) war eine deutsche Opernsängerin (Sopran).

## Leben

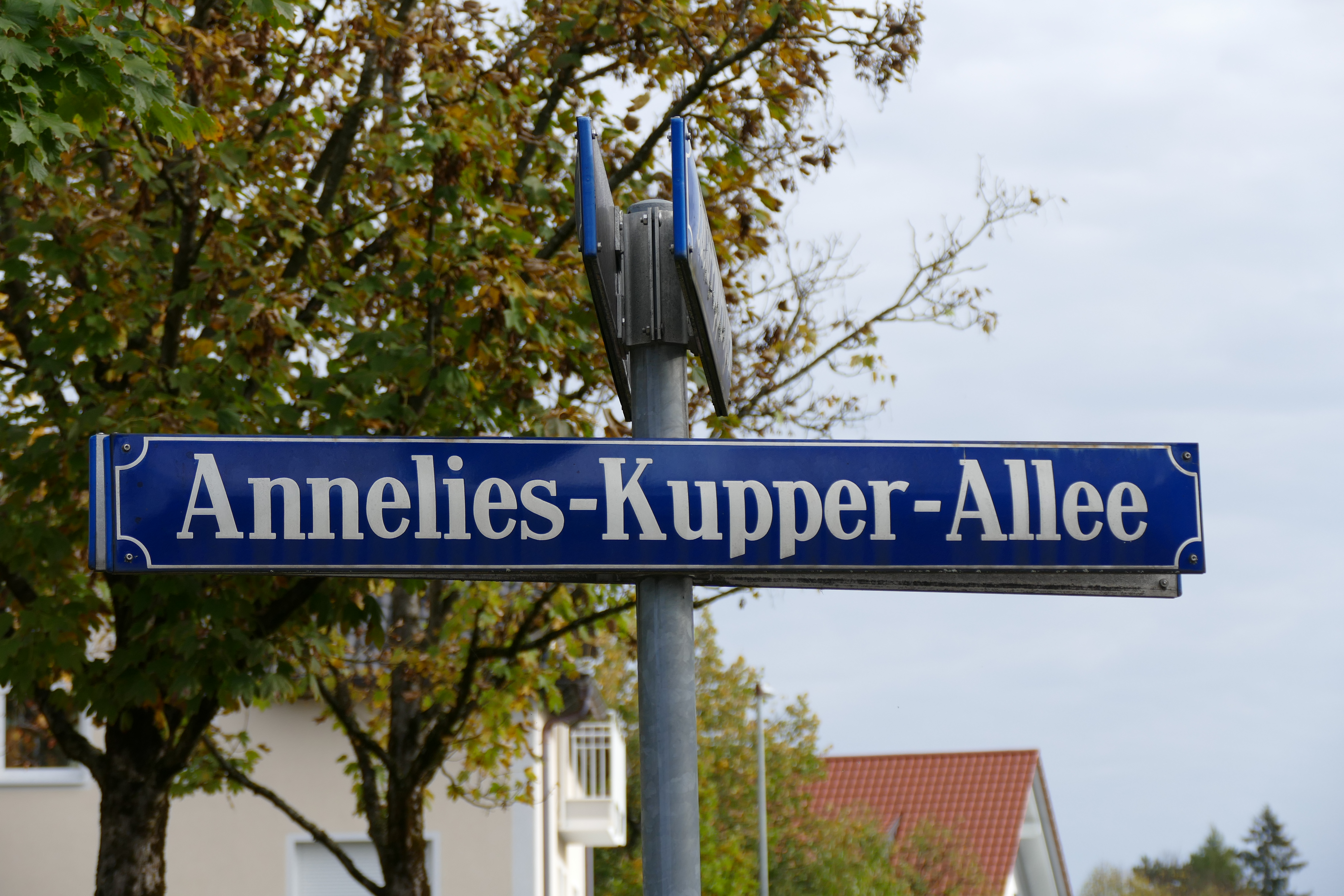
Annelies-Kupper-Allee in München-Obermenzing

Nach dem Besuch des Glatzer Oberlyzeums studierte Annelies Kupper an der Universität Breslau Musikwissenschaft und Pädagogik. 1926 legte sie das Musiklehrerinnen-Examen ab und arbeitete anschließend als Musiklehrerin an der Ursulinen-Klosterschule in Breslau. Nebenbei studierte sie Gesang bei Hedwig Schmitz-Schweicker in Breslau und trat als Konzertsängerin auf.
Am Opernhaus Breslau gab sie 1935 ihr Debüt als zweiter Knabe in Mozarts Zauberflöte. Danach stieg sie zur gefeierten Sängerin auf: 1937–38 Oper Schwerin, 1938–40 Nationaltheater Weimar, 1940–46 Staatsoper Hamburg. 1946 bis 1966 gehörte sie zum Ensemble der Bayerischen Staatsoper in München, wo sie neben Erika Köth, Rosl Schwaiger, Sari Barabas, Hertha Töpper und Marianne Schech zu den Stars der Münchener Opernwelt und weit darüber hinaus gehörte. Bei den Bayreuther Festspielen sang sie 1944 die Eva in Die Meistersinger von Nürnberg und 1960 die Elsa im Lohengrin.
Annelies Kupper gab Gastspiele an den maßgebenden Opernhäusern Europas: 1942 Königliche Oper Stockholm, 1943 Oper Sofia, 1950 und 1952 Salzburger Festspiele, 1951 und 1953 Royal Opera House, 1953 Pariser Oper, 1954 Oper Rom, 1958 Barcelona und sehr häufig an der Wiener Staatsoper. Bei der Uraufführung von Richard Strauss’ Oper Die Liebe der Danae bei den Salzburger Festspielen 1952 sang sie die Titelpartie mit Clemens Krauss als Dirigent.
Ab 1956 arbeitete Annelies Kupper zunächst als Dozentin, zwei Jahre später erhielt sie die Professur für die Meisterklasse Gesang an der Hochschule für Musik in München. Sie war u. a. Lehrerin des Sängers Alejandro Ramírez und der Sopranistinnen Ingrid Haubold, Margaret Baker-Genovesi und Christiane Hampe. 1959 war sie Dozentin bei den Internationalen Ferienkursen für Neue Musik in Darmstadt.
1959 wurde sie mit dem Bayerischen Verdienstorden ausgezeichnet.
Annelies Kupper war seit 1937 mit dem Musikkritiker, Journalisten und Pianisten Joachim Herrmann verheiratet. An ihrem letzten Wohnort in Haar bei München wurde die Annelies-Kupper-Allee nach ihr benannt, ebenso im Münchner Stadtteil Obermenzing.

## Diskografie (Auswahl)
- Carl Orff: Catulli Carmina
- Carl Orff: Trionfo di Afrodite
- Richard Wagner: Der fliegende Holländer
- Richard Strauss: Daphne
- Richard Strauss: Elektra
- Richard Strauss: Die Liebe der Danae[1]
- Wolfgang Amadeus Mozart: Die Zauberflöte

## Theater
- 1951: Wolfgang Amadeus Mozart: Figaros Hochzeit (Gräfin) – Regie: Walter Felsenstein (Komische Oper Berlin)